# Lampropedia aestuarii
Lampropedia aestuarii es una bacteria gramnegativa del género Lampropedia. Fue descrita en el año 2020. Su etimología hace referencia a estuario. Es aerobia e inmóvil. Tiene un tamaño de 0,5-0,7 μm de ancho por 1,2-1,7 μm de largo. Forma colonias amarillas, circulares, convexas y opacas en agar TSA tras 3 días de incubación. Temperatura de crecimiento entre 15-35 °C, óptima de 25-30 °C. Catalasa y oxidasa positivas. Se ha aislado del sedimento de un estuario en el río Maliao, China. 